# Холфельд, Вера
Вера Холфельд (нем. Vera Hohlfeld, род. 24 февраля 1972, Эрфурт) — немецкая профессиональная велогонщица, выступавшая с 1990 по 2003 годы. Многократный призёр чемпионатов Германии на шоссе и треке. С 2010 года она является организатором Тура Тюрингии.

## Карьера
Вера Холфельд начала заниматься велоспортом в 1986 году в своём родном городе. В октябре 1988 года ей удалось поступить в городскую спортивную школу. После падения Берлинской стены ей пришлось начать работать параллельно со спортивной карьерой. Она регулярно участвовала в гонках в составе национальной команды.
В 1992 году она приняла участие в своём первом чемпионате мира в Валенсии.
С 1993 года она всегда входила в состав немецкой команды на чемпионатах мира по шоссейному велоспорту. В 1993 году Вера Холфельд стала чемпионкой Германии в индивидуальной гонке и заняла второе место в гонке Эшборн — Франкфурт. Затем она вступила в ряды немецкой армии.
В общей сложности она 10 раз принимала участие в чемпионатах мира по шоссейному велоспорту. Так, на чемпионате мира в Осло заняла четвёртое место в командной гонке, и 12-е место в групповой гонке. На чемпионате мира в Агридженто она заняла 7-е место в индивидуальной гонке и 11-е место в групповой гонке, участвовала в чемпионате мира в Колумбии. На чемпионате мира по трековому велоспорту в Валенсии 1992 года заняла 7-е место в гонке по очкам.
В 1995, 1996 и 1997 годах становилась второй на чемпионатах Германии по шоссейному велоспорту.
1996 год стал годом, когда она достигла своих лучших спортивных результатов. В 1996 году она заняла второе место в гонке по очкам на треке в Кёльне. На шоссе выиграла гонку Вуэлты Майорка и заняла второе место в Туре Тюрингии, в которой она принимала участие в общей сложности двенадцать раз и одержала семь побед на этапах. Она также выиграла этапы на «Туре Швейцарии» и «Джиро ди Тоскана». В том же году приняла участие в Олимпийских играх в Атланте и заняла четвёртое место в групповой гонке.
В 1998 году она уволилась из армии и стала профессиональным спортсменом в команде Acca Due O — Lorena.
В 1999 году она победила на «Туре Нюрнберга».
В 2000 году заняла третье место на Либерти Классик, входившей в Женский мировой шоссейный кубок UCI, а в 2001 году — в Туре Берна. Вера Хольфельд выиграла несколько этапов Гранд Букль феминин и Джиро д’Италия Донне.
В 2002 году в поисках новой мотивации она присоединилась к команде Equipe Nürnberger Versicherung. Однако этот год оказался для неё неудачным. Кроме того, в это время она рассталась с мужем.
В следующем, 2003 году, она вернулась в Acca Due O, но не смогла найти в себе желание выполнять работу должным образом и завершила профессиональную карьеру велогонщицы. Она стала индивидуальным предпринимателем в сфере финансовых услуг и спортивного маркетинга.
В 2005 году стала директором гонки Тур Тюрингии. В тот год гонка была омрачена гибелью австралийки Эми Джиллетт за два дня до старта.
После пяти лет работы в качестве спортивного директора гонки Тура Тюрингии, в 2010 году взяла на себя общее руководство гонкой. Она также занимает должность спортивного директора в команде Schleizer-Dreieck-Jedermann. С 2019 года является менеджером команды Maxx-Solar Rose Women Racing.
Активно участвовала в местной политике в Эрфурте.

## Достижения
1990
3-я на Чемпионате ГДР — групповая гонка
1993
10-я на Чемпионате мира — групповая гонка
1994
1-й и 5-й этапы Грация Орлова
6-й этап Джиро Донне
1995
2-я на Чемпионате Германии — групповая гонка
1996
Вуэльта Майорки
2-я на Чемпионате Германии — групповая гонка
2-я на Туре Тюрингии
3-я на Джиро дель Трентино-Альто-Адидже — Южный Тироль
3-я на Чемпионате Германии — индивидуальная гонка
4-я на Олимпийских играх — групповая гонка
1997
2-я на Чемпионате Германии — групповая гонка
2-я на Туре Нюрнберга
1999
Тур Нюрнберга
2000
3-я на Либерти Классик
2001
Тур Берна
3-я на Critérium International Féminin De Lachine

### Статистика выступления наГранд-турах
| Гонка / Год         | 1993 | 1994 | 1995 | 1996 | 1997 | 1998 | 1999 | 2000 | 2001 | 2002 |
| ------------------- | ---- | ---- | ---- | ---- | ---- | ---- | ---- | ---- | ---- | ---- |
| Гранд Букль феминин | —    | —    | 29   | —    | 35   | DNF  | 47   | 44   | —    | —    |
| Тур де л'Од феминин | 24   | 20   | 10   | 31   | 16   | DNF  | —    | 32   | —    | 38   |
| Джиро Роза          | —    | 20   | —    | 10   | —    | —    | 34   | DNF  | 29   | —    |

## Рейтинги
| Год                 | 1997 | 1998 | 1999 | 2000 | 2001 | 2002  |
| ------------------- | ---- | ---- | ---- | ---- | ---- | ----- |
| Мировой рейтинг UCI | 37-й | 64-й | 35-й | 39-й | 47-й | 109-й |
|                     |      |      |      |      |      |       |
| Источник: UCI       |      |      |      |      |      |       |